# Yvonne Cavallé Reimers
Yvonne Cavallé Reimers (Palma di Maiorca, 22 maggio 1992) è una tennista spagnola.

## Carriera
Yvonne Cavallé Reimers ha vinto 7 titoli in singolare e 32 titoli in doppio nel circuito ITF in carriera. Il 9 maggio 2022 ha ottenuto il suo best ranking nel singolare WTA piazzandosi al 281º posto, mentre il 25 aprile 2015 ha raggiunto il miglior piazzamento mondiale nel doppio alla posizione n°242.
Ha fatto il suo debutto nel circuito maggiore al Grand Prix SAR La Princesse Lalla Meryem 2022, dove è entrata direttamente nel tabellone di doppio insieme alla connazionale Irene Burillo Escorihuela, dove sono state sconfitte all'esordio dalla brasiliana Ingrid Gamarra Martins e dalla britannica Emily Webley-Smith in due set.
Il 20 luglio 2024, Yvonne ha raggiunto la sua prima finale WTA 250 della carriera in doppio agli Internazionali Femminili di Palermo, dove in coppia con la giocatrice di casa Aurora Zantedeschi, sono state sconfitte nell'atto finale dalla coppia russa formata da Aleksandra Panova e Jana Sizikova con il punteggio di 6-4, 3-6, [5-10]. In seguito alla semifinale raggiunta nel WTA 500 del Guadalajara Open 2024 in coppia con l'ucraina Valerija Strachova, il 26 settembre 2024 fa il suo debutto nelle prime 100 del ranking.
Il 15 febbraio 2025, raggiunge la finale nel WTA 125 del Cancún Tennis Open insieme alla connazionale Aliona Bolsova, ma vengono sconfitte dalla coppia australiana composta da Maya Joint e Taylah Preston con il punteggio di 4-6, 3-6. Quattro mesi dopo, gioca la seconda finale stagionale a livello WTA 125 al BBVA Open Internacional de Valencia, dove stavolta in coppia con l'altra spagnola Ángela Fita Boluda cedono alle prime teste di serie Marija Kozyreva e Iryna Šymanovič con il punteggio di 3-6, 4-6.

## Statistiche WTA

### Doppio

#### Sconfitte (1)
| Legenda              |
| -------------------- |
| Grande Slam (0)      |
| Argenti Olimpici (0) |
| WTA Finals (0)       |
| WTA Elite Trophy (0) |
| Dal 2021             |
| WTA 1000 (0)         |
| WTA 500 (0)          |
| WTA 250 (1)          |

| N. | Data           | Torneo                       | Superficie  | Compagna           | Avversarie in finale            | Punteggio        |
| 1. | 20 luglio 2024 | Palermo Ladies Open, Palermo | Terra rosso | Aurora Zantedeschi | Aleksandra Panova Jana Sizikova | 6-4, 3-6, [5-10] |

## Circuito WTA 125

### Doppio

#### Sconfitte (2)
| N. | Data             | Torneo                                   | Superficie  | Compagna           | Avversarie in finale            | Punteggio |
| 1. | 15 febbraio 2025 | Cancún Tennis Open, Cancún               | Cemento     | Aliona Bolsova     | Maya Joint Taylah Preston       | 4-6, 3-6  |
| 2. | 15 giugno 2025   | Open Internacional de Valencia, Valencia | Terra rossa | Ángela Fita Boluda | Marija Kozyreva Iryna Šymanovič | 3-6, 4-6  |

## Statistiche ITF

### Singolare

#### Vittorie (7)
| Torneo $100.000 (0) |
| Torneo $80.000 (0)  |
| Torneo $75.000 (0)  |
| Torneo $60.000 (0)  |
| Torneo $50.000 (0)  |
| Torneo $40.000 (0)  |
| Torneo $25.000 (1)  |
| Torneo $15.000 (2)  |
| Torneo $10.000 (4)  |

| N. | Data            | Torneo                                             | Superficie      | Avversaria in finale | Punteggio           |
| 1. | 23 luglio 2011  | ITF Women's Circuit Casablanca, Casablanca         | Terra rossa     | Ximena Hermoso       | 7-5, 4-6, 6-3       |
| 2. | 30 luglio 2011  | ITF Women's Circuit El Jadida, El Jadida           | Terra rossa     | Sybille Gauvain      | 6-1, 6-0            |
| 3. | 23 marzo 2014   | Open du Havre, Le Havre                            | Terra rossa (i) | Martina Colmegna     | 2-6, 6-4, 6-3       |
| 4. | 1º marzo 2015   | ITF Women's Circuit Palma Nova, Palma Nova         | Terra rossa     | Joséphine Boualem    | 6-1, 6-2            |
| 5. | 30 giugno 2019  | Open Internacional Femenino Trofeo Arcadis, Madrid | Cemento         | Ioana Loredana Roșca | 7-6(4), 5-7, 7-6(3) |
| 6. | 11 ottobre 2020 | Magic Hotel Tours, Monastir                        | Cemento         | María Lourdes Carlé  | 6-3, 7-6(4)         |
| 7. | 30 gennaio 2022 | World Tennis Tour Movistar LG, Manacor             | Cemento         | İpek Öz              | 6-2, 6-2            |

#### Sconfitte (14)
| Torneo $100.000 (0) |
| Torneo $80.000 (0)  |
| Torneo $75.000 (0)  |
| Torneo $60.000 (0)  |
| Torneo $50.000 (0)  |
| Torneo $40.000 (0)  |
| Torneo $25.000 (3)  |
| Torneo $15.000 (6)  |
| Torneo $10.000 (5)  |

| N.  | Data              | Torneo                                                | Superficie  | Avversaria in finale   | Punteggio     |
| 1.  | 5 febbraio 2012   | Torneo Mallorca, Maiorca                              | Terra rossa | Sofia Kvatsabaia       | 2-6, 3-6      |
| 2.  | 27 maggio 2012    | ITF Women's Circuit Getxo, Getxo                      | Terra rossa | Amanda Carreras        | 3-6, 6-4, 4-6 |
| 3.  | 24 febbraio 2013  | Torneo Mallorca, Maiorca                              | Terra rossa | Anastasia Grymalska    | 2-6, 6(2)-7   |
| 4.  | 27 aprile 2014    | Forte Village International Tournament, Pula          | Terra rossa | Jeļena Ostapenko       | 2-6, 5-7      |
| 5.  | 23 novembre 2014  | ITF Costa Azahar, Nules                               | Terra rossa | Olga Sáez Larra        | 2-6, 4-6      |
| 6.  | 3 maggio 2015     | Forte Village International Tournament, Pula          | Terra rossa | Elise Mertens          | 6(6)-7, 4-6   |
| 7.  | 27 marzo 2017     | Hammamet Open, Hammamet                               | Terra rossa | Andrea Gámiz           | 2-6, 1-6      |
| 8.  | 23 luglio 2017    | Schönbusch Open, Aschaffenburg                        | Terra rossa | Katharina Hobgarski    | 5-7, 4-6      |
| 9.  | 1º aprile 2018    | Hammamet Open, Hammamet                               | Terra rossa | Isabella Šinikova      | 3-6, 5-7      |
| 10. | 20 settembre 2020 | Internacional Femenino Melilla Sport Capital, Melilla | Terra rossa | Matilda Mutavdzic      | 2-6, 5-7      |
| 11. | 24 gennaio 2021   | Movistar World Tennis Tour, Manacor                   | Cemento     | Alex Eala              | 7-5, 1-6, 2-6 |
| 12. | 31 gennaio 2021   | Movistar World Tennis Tour, Manacor                   | Cemento     | Simona Waltert         | 2-6, 6(4)-7   |
| 13. | 27 marzo 2022     | Vilas Academy Calvia Open, Palma Nova                 | Terra rossa | Jéssica Bouzas Maneiro | 4-6, 1-6      |
| 14. | 1º maggio 2022    | Magic Tours, Monastir                                 | Cemento     | Nigina Abduraimova     | 6-3, 2-6, 2-6 |

### Doppio

#### Vittorie (32)
| Torneo $100.000 (1) |
| Torneo $80.000 (0)  |
| Torneo $75.000 (0)  |
| Torneo $60.000 (3)  |
| Torneo $50.000 (0)  |
| Torneo $40.000 (0)  |
| Torneo $25.000 (9)  |
| Torneo $15.000 (10) |
| Torneo $10.000 (9)  |

| N.  | Data              | Torneo                                                          | Superficie  | Compagna                  | Avversarie in finale                                      | Punteggio           |
| 1.  | 25 ottobre 2010   | Torneo Internacional de Tenis Sant Cugat, Sant Cugat del Vallès | Terra rossa | Carmen López Rueda        | Desiree Schelenz Jana Sizikova                            | 6-3, 7-5            |
| 2.  | 17 settembre 2011 | ITF Women's Circuit Lleida, Lleida                              | Terra rossa | Isabel Rapisarda Calvo    | Arabela Fernández Rabener Viktorija Golubic               | 6-2, 7-6(5)         |
| 3.  | 4 febbraio 2012   | Torneo Mallorca, Maiorca                                        | Terra rossa | Lucía Cervera Vázquez     | Alice Balducci Anne Schäfer                               | 7-5, 6-4            |
| 4.  | 7 aprile 2012     | Torneo Internacional Ciutat de Torrent, Torrent                 | Terra rossa | Isabel Rapisarda Calvo    | Ksenija Milevskaja Anastasija Muchametova                 | 4-6, 7-6(3), [10-8] |
| 5.  | 15 settembre 2012 | ITF Women's Circuit Lleida, Lleida                              | Terra rossa | Tatiana Búa               | Cornelia Lister Chiara Mendo                              | 6-2, 6-3            |
| 6.  | 25 maggio 2013    | ITF Women's Circuit Girona, Gerona                              | Terra rossa | Lucía Cervera Vázquez     | Gaia Sanesi Giulia Sussarello                             | 7-6(4), 6-4         |
| 7.  | 14 giugno 2014    | Club de Tenis Chamartín ITF, Madrid                             | Terra rossa | Lucía Cervera Vázquez     | Charlotte Römer Olga Sáez Larra                           | 6-2, 4-6, [10-5]    |
| 8.  | 2 agosto 2014     | Jolie Ville Golf Women's, Sharm el-Sheikh                       | Cemento     | Alina Micheeva            | Linda Prenkovic Naomi Totka                               | 6-3, 7-5            |
| 9.  | 27 giugno 2015    | Lenzerheide Open, Lenzerheide                                   | Terra rossa | Karin Kennel              | Xenia Knoll Antonia Lottner                               | w/o                 |
| 10. | 13 agosto 2016    | BP Ultimate Gran Canaria, Las Palmas de Gran Canaria            | Terra rossa | Charlotte Römer           | Arabela Fernández Rabener Almudena Sanz Llaneza Fernández | 6-3, 6-4            |
| 11. | 1º aprile 2017    | Hammamet Open, Hammamet                                         | Terra rossa | Irene Burillo Escorihuela | Charlotte Römer Isabelle Wallace                          | 6–4, 6–3            |
| 12. | 21 ottobre 2017   | ITF Club de Tenis el Collao, Riba-roja de Túria                 | Terra rossa | Guadalupe Pérez Rojas     | Estrella Cabeza Candela Ángela Fita Boluda                | 6-4, 6-4            |
| 13. | 1º dicembre 2017  | Open Ciudad de Castellon, Castellón de la Plana                 | Terra rossa | Luisa Stefani             | Ren Jiaqi Wang Xiyu                                       | 6-3, 6-1            |
| 14. | 14 luglio 2018    | Torneo Internacional de Tenis de Getxo, Getxo                   | Terra rossa | Ángela Fita Boluda        | Marina Bassols Ribera Guiomar Maristany Zuleta De Reales  | 6-3, 6-2            |
| 15. | 22 luglio 2018    | Figueira da Foz Ladies Open, Figueira da Foz                    | Terra rossa | Andrea Gámiz              | Svjatlana Piraženka Jessika Ponchet                       | 6-2, 7-5            |
| 16. | 26 gennaio 2019   | Movistar Women's, Manacor                                       | Terra rossa | Rebeka Masarova           | Irina Cantos Siemers Julia Payola                         | 6–4, 6–3            |
| 17. | 28 dicembre 2019  | Magic Tours, Monastir                                           | Cemento     | Bojana Marinković         | Nadia Echeverría Alam Aurora Zantedeschi                  | 5-7, 6-2, [11-9]    |
| 18. | 8 febbraio 2020   | Calvia ITF Pro World Tennis Tour, Palma Nova                    | Terra rossa | Ángela Fita Boluda        | Celia Cerviño Ruiz María Gutiérrez Carrasco               | 6-2, 7-6(5)         |
| 19. | 19 settembre 2020 | Internacional Femenino Melilla Sport Capital, Melilla           | Terra rossa | Ángela Fita Boluda        | Caijsa Hennemann Anna Sisková                             | 7-6(1), 6-4         |
| 20. | 10 ottobre 2020   | Magic Tours, Monastir                                           | Cemento     | Eliessa Vanlangendonck    | Rebeca Pereira Bárbara Gatica                             | 6-4, 7-6(4)         |
| 21. | 5 dicembre 2020   | Magic Tours, Monastir                                           | Cemento     | Bojana Marinković         | Nefisa Berberović Anita Husarić                           | 6-1, 6-4            |
| 22. | 4 settembre 2021  | Marbella Intecracy ITF Cup, Marbella                            | Terra rossa | Ángela Fita Boluda        | Bianca Fernandez Ana Lantigua de la Nuez                  | 6-3, 6-2            |
| 23. | 1º ottobre 2021   | Lisboa Belém Open, Lisbona                                      | Terra rossa | Ángela Fita Boluda        | Paula Ormaechea Natalija Stevanović                       | 3-6, 6-3, [10-4]    |
| 24. | 10 giugno 2022    | ITF Femenino Villa de Madrid Trofeo Volvo, Madrid               | Cemento     | Guiomar Maristany         | Jacqueline Cabaj Awad Valerija Savinych                   | 6-4, 6-4            |
| 25. | 23 settembre 2023 | Internacional Femenino Ciudad de Ceuta, Ceuta                   | Cemento     | Ángela Fita Boluda        | Katarina Kozarov Madison Sieg                             | 7-6(0), 6-3         |
| 26. | 17 novembre 2023  | Open Internacional de Tenis Femenino Nules, Nules               | Terra rossa | Ángela Fita Boluda        | Maryna Kolb Nadiia Kolb                                   | 6-1, 6-2            |
| 27. | 13 aprile 2024    | ForteVillage ITF Trophy, Pula                                   | Terra rossa | Aurora Zantedeschi        | Sapfo Sakellaridi Vasanti Shinde                          | 3-6, 6-4, [11-9]    |
| 28. | 1º giugno 2024    | Internazionali Femminili di Brescia, Brescia                    | Terra rossa | Aurora Zantedeschi        | Jibek Kulambaeva Ekaterina Rejngol'd                      | 3-6, 7-5, [10-6]    |
| 29. | 6 luglio 2024     | BMW Roma Cup, Roma                                              | Terra rossa | Aurora Zantedeschi        | Leonie Küng Rasheeda McAdoo                               | 6-4, 6-4            |
| 30. | 2 agosto 2024     | Serena Wines 1881 Acqua Maniva Tennis Cup, Cordenons            | Terra rossa | Aurora Zantedeschi        | Nuria Brancaccio Leyre Romero Gormaz                      | 7-5, 2-6, [10-5]    |
| 31. | 17 agosto 2024    | Ladies Open Amstetten, Amstetten                                | Terra rossa | Eva Vedder                | Jesika Malečková Miriam Škoch                             | 6-3, 6-2            |
| 32. | 12 ottobre 2024   | Women's TEC Cup, Cornellà de Llobregat                          | Cemento     | Eva Vedder                | Inès Ibbou Naïma Karamoko                                 | 7-5, 7-6(6)         |

#### Sconfitte (36)
| Torneo $100.000 (0) |
| Torneo $80.000 (0)  |
| Torneo $75.000 (0)  |
| Torneo $60.000 (3)  |
| Torneo $50.000 (0)  |
| Torneo $40.000 (0)  |
| Torneo $25.000 (9)  |
| Torneo $15.000 (10) |
| Torneo $10.000 (14) |

| N.  | Data              | Torneo                                                       | Superficie      | Compagna                   | Avversarie in finale                             | Punteggio           |
| 1.  | 3 luglio 2010     | ITF Women's Circuit Melilla, Melilla                         | Cemento         | Margarita Lazareva         | Gally De Wael Elina Gasanova                     | 0-6, 0-6            |
| 2.  | 25 settembre 2010 | Torneo Internacional Femenino ITF Distrito Vicalvaro, Madrid | Cemento         | Laura Apaolaza Miradevilla | Lena-Marie Hofmann Janina Toljan                 | 6(5)–7, 5-6         |
| 3.  | 23 aprile 2011    | Torneo Internacional Ciutat de Torrent, Torrent              | Cemento         | Isabel Rapisarda Calvo     | Simona Dobrá Tereza Hladíková                    | 4-6, 6-2, [4-10]    |
| 4.  | 30 luglio 2011    | ITF Women's Circuit El Jadida, El Jadida                     | Terra rossa     | Anna Montserrat Sánchez    | Carolina Prats Millán Sheila Solsona Carcasona   | 2-6, 1-6            |
| 5.  | 27 novembre 2011  | Torneo Internacional Ciudad de Vall de Uxò, La Vall d'Uixó   | Terra rossa     | Arabela Fernández Rabener  | Viktorija Golubic Magdalena Kiszczyńska          | 5-7, 6-3, [8-10]    |
| 6.  | 21 luglio 2012    | AEGON Pro Series Foxhills, Woking                            | Cemento         | Nicola Slater              | Nicha Lertpitaksinchai Peangtarn Plipuech        | 2-6, 5-7            |
| 7.  | 22 settembre 2012 | Internacional Ciudad de La Raqueta, Madrid                   | Terra rossa     | Isabel Rapisarda Calvo     | Tatiana Búa Lucía Cervera Vázquez                | 6-3, 1-6, [7-10]    |
| 8.  | 29 settembre 2012 | Torneo Internacional Femenino Villa de Madrid, Madrid        | Terra rossa     | Tatiana Búa                | Malou Ejdesgaard Aleksandrina Najdenova          | 7-5, 3-6, [3-10]    |
| 9.  | 27 aprile 2014    | Forte Village International Tournament, Pula                 | Terra rossa     | Olga Sáez Larra            | Jeļena Ostapenko Rosalie van der Hoek            | 1-6, 6-2, [6-10]    |
| 10. | 7 giugno 2014     | Ciudad de la Raqueta, Madrid                                 | Terra rossa (i) | Lucía Cervera Vázquez      | Silvia García Jiménez Olga Sáez Larra            | 4-6, 3-6            |
| 11. | 13 settembre 2014 | Ciudad de Lleida, Lleida                                     | Terra rossa     | Lucía Cervera Vázquez      | Elizaveta Jančuk Alexandra Nancarrow             | 1-6, 1-6            |
| 12. | 19 settembre 2014 | Torneo Internacional Femenino Villa de Madrid, Madrid        | Cemento         | Lucía Cervera Vázquez      | Inés Ferrer Suárez Maria Sakkarī                 | 2-6, 6-3, [9-11]    |
| 13. | 8 novembre 2014   | WTA Costa Azahar, Vinaròs                                    | Terra rossa     | Alice Savoretti            | Elke Lemmens Ariadna Martí Riembau               | 3-6, 6-4, [9-11]    |
| 14. | 22 novembre 2014  | ITF Costa Azahar, Nules                                      | Terra rossa     | Aina Schaffner Riera       | Alexandra Nancarrow Olga Sáez Larra              | 6(5)-7, 6(5)-7      |
| 15. | 20 agosto 2016    | Ciudad de Las Palmas, Las Palmas de Gran Canaria             | Terra rossa     | Charlotte Römer            | Jacqueline Cabaj Awad Marine Partaud             | 6-1, 5-7, [8-10]    |
| 16. | 17 febbraio 2017  | Movistar Womens, Manacor                                     | Terra rossa     | Charlotte Römer            | Olga Sáez Larra María Teresa Torró Flor          | 3-6, 2-6            |
| 17. | 25 febbraio 2017  | Ciudad de Palma Nova, Palma Nova                             | Terra rossa     | Olga Sáez Larra            | Katharina Gerlach Katharina Hobgarski            | 4-6, 4-6            |
| 18. | 22 aprile 2017    | Forte Village International Tournament, Pula                 | Terra rossa     | Irene Burillo Escorihuela  | Ankita Raina Eva Wacanno                         | 4-6, 4-6            |
| 19. | 15 luglio 2017    | Trofeo Mabo, Torino                                          | Terra rossa     | Irene Burillo Escorihuela  | Estrella Cabeza Candela Paula Cristina Gonçalves | 7–5, 0–6, [8–10]    |
| 20. | 31 marzo 2018     | Hammamet Open, Hammamet                                      | Terra rossa     | Alba Carrillo Marín        | Nefisa Berberović Natalia Siedliska              | 6(5)-7, 2-6         |
| 21. | 18 maggio 2018    | Ciudad de la Bisbal, La Bisbal d'Empordà                     | Terra rossa     | Chiara Scholl              | Jamie Loeb Ana Sofía Sánchez                     | 3-6, 2-6            |
| 22. | 15 giugno 2019    | Trofeu Internacional Ciutat de Barcelona, Barcellona         | Terra rossa     | Marina Bassols Ribera      | Kyōka Okamura Moyuka Uchijima                    | 6(7)-7, 4-6         |
| 23. | 14 dicembre 2019  | Magic Tours, Monastir                                        | Cemento         | Bojana Marinković          | Mariana Dražić Malene Helgø                      | 6(4)-7, 1-6         |
| 24. | 7 marzo 2020      | Magic Tours, Monastir                                        | Cemento         | Bojana Marinković          | Sina Herrmann Andreea Prisăcariu                 | 6-1, 3-6, [4-10]    |
| 25. | 19 dicembre 2020  | Magic Tours, Monastir                                        | Cemento         | Celia Cerviño Ruiz         | Weronika Falkowska Julija Hatouka                | 4-6, 5-7            |
| 26. | 18 giugno 2021    | ITF Ciudad Raqueta, Madrid                                   | Cemento         | Celia Cerviño Ruiz         | Ashley Lahey Olivia Tjandramulia                 | 2-6, 6-4, [8-10]    |
| 27. | 7 maggio 2022     | ITF Pola Giverola, Tossa de Mar                              | Sintetico       | Celia Cerviño Ruiz         | Marina Bassols Ribera Ioana Loredana Roșca       | 5-7, 0-6            |
| 28. | 19 agosto 2022    | Ciudad de Ourense, Ourense                                   | Cemento         | Lucía Cortez Llorca        | Maria Mateas Arantxa Rus                         | 4-6, 7-5, [7-10]    |
| 29. | 4 marzo 2023      | Rafa Nadal Academy by Movistar, Manacor                      | Cemento         | Marta González Encinas     | Joëlle Steur Hanne Vandewinkel                   | 6(4)-7, 2-6         |
| 30. | 15 aprile 2023    | Magic Tours, Monastir                                        | Cemento         | Teja Tirunelveli           | Naïma Karamoko Nina Radovanovic                  | 5-7, 4-6            |
| 31. | 22 aprile 2023    | Magic Tours, Monastir                                        | Cemento         | Teja Tirunelveli           | Astrid Cirotte Wang Jiaqi                        | w/o                 |
| 32. | 30 settembre 2023 | ForteVillage ITF Trophy, Pula                                | Terra rossa     | Aurora Zantedeschi         | Ekaterine Gorgodze Katharina Hobgarski           | 2-6, 4-6            |
| 33. | 22 marzo 2024     | Open Ciutat de Sabadell Femení, Sabadell                     | Terra rossa     | Caijsa Hennemann           | Oana Georgeta Simion Joëlle Steur                | 6-2, 6(5)-7, [7-10] |
| 34. | 29 marzo 2024     | Open Terrassa, Terrassa                                      | Terra rossa     | Vasanti Shinde             | Nika Radišić Anita Wagner                        | 5-7, 6(7)-7         |
| 35. | 25 maggio 2024    | Città di Grado Tennis Cup, Grado                             | Terra rossa     | Aurora Zantedeschi         | Jessie Aney Lena Papadakis                       | 4-6, 5-7            |
| 36. | 28 settembre 2024 | Lisboa Belém Open, Lisbona                                   | Terra rossa     | Ángela Fita Boluda         | Francisca Jorge Matilde Jorge                    | 6(5)-7, 4-6         |